# Cristina Munk
Cristina Munk (em dinamarquês: Kirsten Munk; Nørlund Slot, 6 de julho de 1598 - Holckenhavn, 19 de abril de 1658) foi uma nobre dinamarquesa, a segunda esposa do rei Cristiano IV da Dinamarca e mãe de doze dos seus filhos.

## Família
Cristina Munk era filha de Luís Munck (1537-1602) e Ellen Marsvin (1572-1649), membros da nobreza menor dinamarquesa que, apesar de serem abastados, não tinham títulos. A sua mãe, que ficou viúva pela segunda vez em 1611, era uma grande proprietária de terras em Funen.

## Casamento morganático
Antes de ceder Cristina aos evidentes desejos do rei Cristiano IV da Dinamarca, a sua mãe negociou a natureza da relação que os dois poderiam ter, dando como condição obrigatória um casamento em vez de simplesmente entregar a sua filha para ser amante real do rei. Como garantia de que as intensões do rei eram nobres, Ellen Marsvin também exigiu receber propriedades da coroa em seu nome. Assim, a 31 de Dezembro de 1615, Cristina casou-se com o rei viúvo morganaticamente. O casamento não foi sequer realizado em uma igreja. Em 1627, Cristina recebeu o título de "Condessa de Schleswig-Holstein".
O casal teve doze filhos juntos, incluindo a famosa condessa Leonora Christina Ulfeldt.

## Filhos
Cristina teve doze filhos com o rei Cristiano, embora houvesse rumores de que a sua filha mais nova era, na verdade, filha do seu amante.
- Filha natimorta (nascida e morta em 1615)
- Natimorto (nascido e morto em 1617)
- Ana Cristina de Schleswig-Holstein (10 de Agosto de 1618 - 20 de Agosto de 1633)
- Sofia Isabel de Schleswig-Holstein (20 de Setembro de 1619 - 29 de Abril de 1657), casada com Christian von Pentz.
- Leonor Cristina de Schleswig-Holstein (8 de Julho de 1621 - 16 de Março de 1698), mais conhecida por Leonora Christina Ulfeldt; casada com Corfitz Ulfeldt.
- Valdemar Cristiano de Schleswig-Holstein (1622 - 26 de Fevereiro de 1656)
- Isabel Augusta de Schleswig-Holstein (28 de Dezembro de 1623 - 9 de Agosto de 1677), casada com Hans Lindenov; com descendência.
- Frederico Cristiano de Schleswig-Holstein (26 de Abril de 1625 - 17 de Julho de 1627)
- Cristiano de Schleswig-Holstein (15 de Julho de 1626 - 6 de Maio de 1670), casada com Hannibal Sehested.
- Hedvig de Schleswig-Holstein (15 de Julho de 1626 - 5 de Outubro de 1678), casada com Ebbe Ulfeldt.
- Maria Catarina de Schleswig-Holstein (29 de Maio de 1628 - 1 de Setembro de 1628).
- Doroteia Isabel de Schleswig-Holstein (1 de Setembro de 1629 - 18 de Março de 1687).

Os seus filhos casaram com membros da nobreza dinamarquesa, sendo os mais conhecidos e poderosos Corfitz Ulfeldt e Hannibal Sehested. Desde a morte do rei em 1648 até 1652, os maridos das suas filhas eram conhecidos como o "Partido dos Genros", e tornaram-se na força política mais poderosa dentro do Rigsråd. Antes, o filho de Cristina, o conde Valdemar de Schleswig-Holstein, tinha sido um trunfo promissor, já que tinha ficado noivo da grã-duquesa Irina Mikhailovna Romanova, a primeira filha do czar russo Miguel I da Rússia. No entanto, o Governo da Dinamarca impediu a união por ser contra a conversão do conde à Igreja Ortodoxa Russa. Muitos acreditam que foi a desilusão do rei por não ver o casamento foi grande.
Uma das filhas de Cristina, a condessa Leonora Christina, ficou conhecida por levar um dia a dia aventuroso por todo o mundo, tendo acabado por ficar presa durante décadas. A publicação póstuma das suas memórias contribuiu ainda mais para a sua lenda e a obra é considerada um dos primeiros exemplos de prova escandinava e de literatura feminista. Apesar da agitação no casamento dos pais e dos conflitos com os seus irmãos e cunhados, segundo as suas memórias, a infância, juventude e primeiros anos de casada de Leonor foram felizes.

## Separação

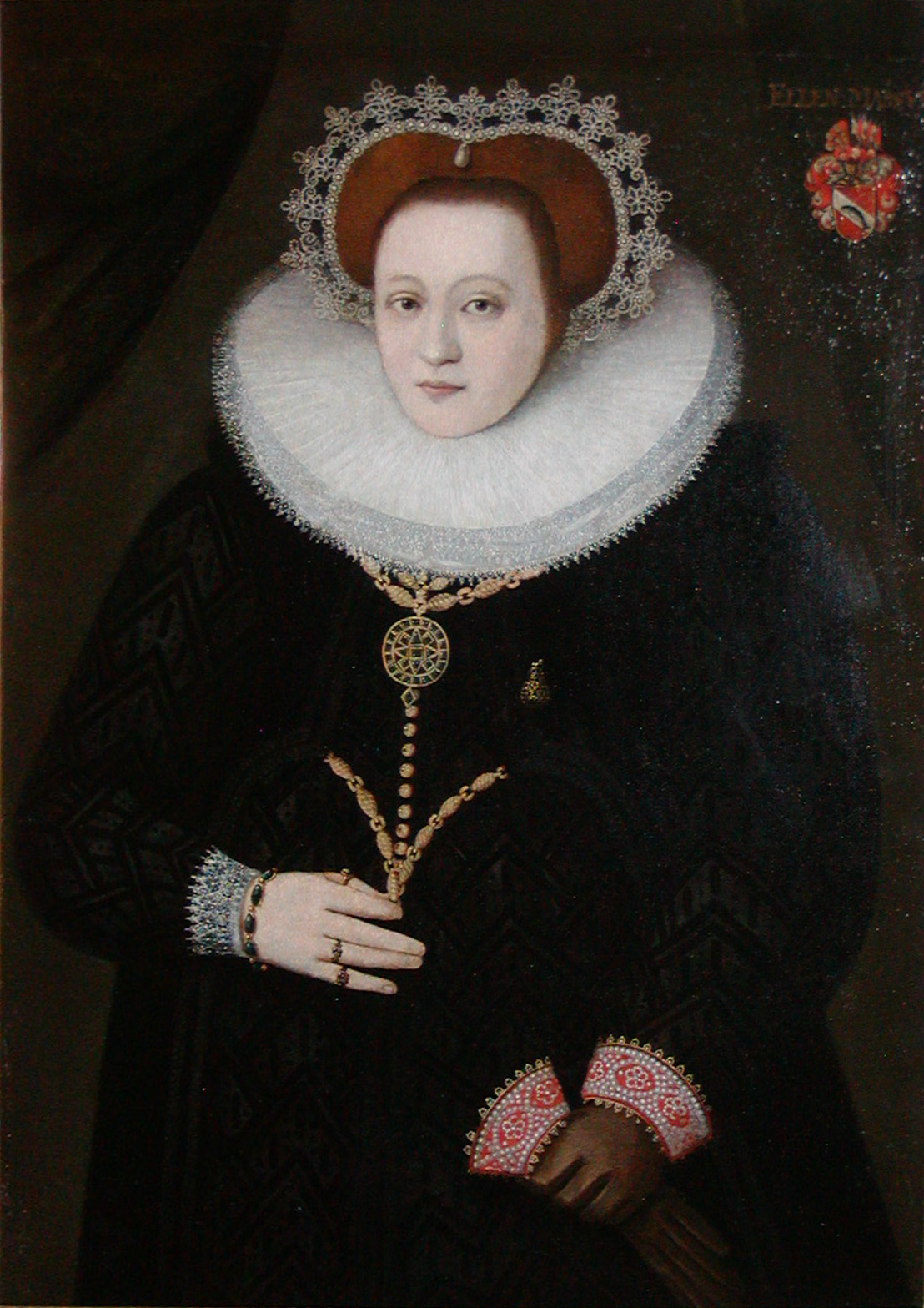
Ellen Marsvin, mãe de Cristina.

Quando a saúde do rei começou a piorar em 1625, o casamento foi piorando.
Em 1627, Cristina apaixonou-se por um capitão de cavalaria alemão que estava ao serviço do seu marido chamado Otto Ludwig von Salm-Kyrburg. O casal alegadamente encontrava-se em Funen , Kronborg e Copenhaga. Eventualmente o rei descobriu que a sua esposa estava a ter um caso amoroso e não aceitou a filha mais nova dela como sua, chamando-lhe “Senhora dos Restos”. Acusou Cristina de adultério, bruxaria e de manter contacto com um feiticeiro em Hamburgo.
A mãe de Cristina tentou acalmar a indignação do seu genro para impedir que ele tivesse alguma atitude vingativa que pusesse em causa a influência da sua família na corte e uma das suas sugestões foi a de que Cristiano tivesse uma aventura com Vibeke Kruse, uma dama-de-companhia da sua filha. Apesar do rei ter tido filhos com Vibeke (que mais tarde se tornariam adversários políticos dos filhos e genros de Cristina), Cristiano acabou mesmo por se divorciar de Cristina em 1629, dando como motivo adultério, e exilou-a na Jutlândia.
Cristina recusou-se a admitir que tinha cometido adultério. Depois de um interrogatório foi presa em Stjernholm e, em 1637, passou a estar sob prisão domiciliária em Boller até 1646. Terá sido Vibeke Kruse a encorajar o rei a ser tão severo com a sua antiga esposa. Contudo, Cristina nunca passou por nenhum julgamento, apesar de o rei ter ameaçado várias vezes fazê-lo. Tinha uma boa relação com os seus filhos e com os genros que tentaram por várias vezes interceder em seu favor junto do rei. Em 1647 conseguiram convencê-lo a acabar com a sua prisão domiciliária.

## Últimos Anos
No seu leito de morte em 1648, Cristiano mandou-a chamar, mas quando Cristina chegou ele já estava morto. Após a morte do rei, Cristina e os seus filhos conseguiram banir Vibeke Kruse da corte e também conseguiram legalizar o casamento, fazendo assim com que os filhos do rei e Cristina se tornassem legítimos.
O Partido dos Genros falou em seu nome em questões políticas entre 1648 e 1651 e, quando caíram do poder, Cristina apoiou o seu genro Corfitz Ulfeldt. Ulfeldt e a esposa apoiaram a Suécia e acredita-se que Cristina terá financiado a invasão do rei Carlos X da Suécia à Dinamarca. Morreu durante a ocupação sueca e recebeu um funeral pomposo em Odense.